# Gasteracantha crucigera
Gasteracantha crucigera är en spindelart som beskrevs av Bradley 1877. Gasteracantha crucigera ingår i släktet Gasteracantha och familjen hjulspindlar. Inga underarter finns listade i Catalogue of Life.